# 다크 패시지
다크 패시지(Dark Passage)는 미국에서 제작된 델머 데이브즈 감독의 1947년 영화이다. 험프리 보가트 등이 주연으로 출연하였고 제리 워드 등이 제작에 참여하였다.

## 출연

### 주연
- 험프리 보가트
- 로렌 바콜

### 조연
- 브루스 베네트
- 아그네스 무어헤드
- 톰 댄드리아
- 클리프턴 영
- 더글라스 케네디
- 로리 말린슨

## 제작진
- 원작자: 데이빗 구디스